# Itamar Rabinovich

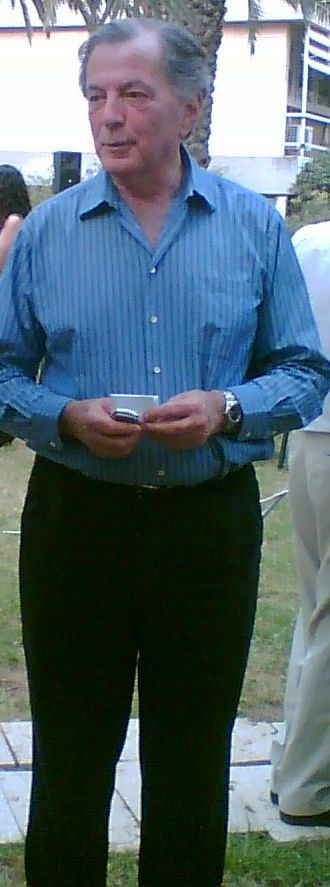
Itamar Rabinovich (2007)

Itamar Rabinovich (hebräisch איתמר רבינוביץ, * 1942 in Jerusalem) ist Professor emeritus für Geschichte des Nahen Ostens an der Universität Tel Aviv, ehemaliger israelischer Botschafter in den Vereinigten Staaten und Chefunterhändler Israels in den Friedensverhandlungen mit Syrien in den 1990er Jahren.

## Leben
Itamar Rabinovich erwarb einen Bachelor of Arts an der Hebräischen Universität Jerusalem und den Master of Arts (M.A.) an der Universität Tel Aviv. Er erlangte schließlich den Ph.D. an der University of California, Los Angeles.
Von 1992 bis 1995 war er Chefunterhändler Israels in den Friedensverhandlungen mit Syrien. In der zweiten Regierungszeit von Jitzchak Rabin war er israelischer Botschafter in den Vereinigten Staaten. Dieses Amt übte er von 1993 bis 1996 aus, danach arbeitete er als Professor an der Cornell University und wurde zum Präsidenten der Universität Tel Aviv ernannt. Er leitet die Dan-David-Stiftung. Er war an mehreren Universitäten als Gastdozent tätig, so auch an der Kennedy School of Government der Harvard University.
Rabinovich ist Träger des französischen Ordre des Palmes Académiques. 2007 wurde er mit dem Großen Goldenen Ehrenzeichen für Verdienste um die Republik Österreich ausgezeichnet. 2009 erhielt er gemeinsam mit Sari Nusseibeh den Friedenspreis der Geschwister Korn und Gerstenmann-Stiftung. Im selben Jahr wurde er zum Mitglied der American Philosophical Society und der American Academy of Arts and Sciences ernannt.
Rabinovich ist verheiratet und hat zwei Töchter.

## Werke
- Syria under the Baʻth, 1963–66. Israel Universities Press, 1972, ISBN 0-7065-1266-9.
- Mit Haim Shaked (1978). From June to October: The Middle East between 1967 and 1973. Transaction Books, ISBN 0-87855-230-8.
- Mit Haim Shaked (1980). The Middle East and the United States: Perceptions and Policies. Transaction Books, ISBN 0-87855-752-0.
- The War for Lebanon, 1970–1985. Cornell University Press, 1985, ISBN 0-8014-9313-7.
- The Road Not Taken: Early Arab–Israeli Negotiations. Oxford University Press, 1991, ISBN 978-0-19-506066-9.
- The Brink of Peace: The Israeli–Syrian Negotiations. Princeton University Press, 1999, ISBN 0-691-01023-4.
- Waging Peace: Israel and the Arabs, 1948–2003. Princeton University Press, 2004, ISBN 0-691-11982-1.
- Mit Jehuda Reinharz (2008). Israel in the Middle East: Documents and Readings on Society, Politics, and Foreign Relations, Pre-1948 to the Present. Brandeis University Press, ISBN 978-0-87451-962-4.
- The View from Damascus: State, Political Community and Foreign Relations in Twentieth-Century Syria. Vallentine Mitchell, 2008, ISBN 978-0-85303-800-9.
- The Lingering Conflict: Israel, The Arabs, and the Middle East, 1948–2012 (überarbeitete Auflage). Brookings Institution Press, 2013. ISBN 978-0-8157-2437-7.
- Yitzhak Rabin : soldier, leader, statesman. Yale University Press, 2017, ISBN 978-0-300-21229-7.